# A Saolin leszámolás epizódjainak listája
Ez a Saolin leszámolás című sorozat epizódlistája.

## 1. évad
| 1. rész: Az ezer mérföldes utazás |
| Megismerkedünk Dashi történetével. Jack Spicer kiengedi Wuyát a varázsdobozból. Omi megismeri Kimiko Tohomikót, Raimundo Pedrosát és Clay Baileyt. Omi végül legyőzi egy leszámolásban Jack Spicert, és megszerzi az első három wu-t. |
| Cím |
| 2. rész: Egyszerű megoldások |
| Jack Spicer segítőre talál Le Mime, a bohóc személyében. A bohóc bezárt három szerzetest egy láthatatlan dobozba. Clay legyőzi Jacket, és csupán magokat használt a madár elkapásához. Omi, Kimiko és Raimundo megdicséri Clayt és megtanulják, hogy néha az egyszerűbb megoldásokat kell használni. Na, meg hogy mindannyian utálják a bohócokat! |
| Cím |
| 3. rész: Kusza háló |
| Ez a rész Kimikóról szól. Omi, Clay, és Raimundo alábecsüli a Kimikót, mert lány. Az első leszámolást ugyan elvesztette, mert forrófejű volt. De Kimiko azonban megmutatja, hogy mennyire tud koncentrálni, és legyőzi Jack Spicert a Kusza Háló Fésűje és a Majombot segítségével. Még fogadtak is rá. Wuya egy új szövetségesre talál: Katnappéra, a macskanőre. |
| Cím |
| 4. rész: Katnappe, a macskanő |
| Ismét láthatjuk Katnappét, a macskanőt, aki Jack Spicer és a szellemnő szövetségese lett, majd elég hamar legyőzi Omit. Utána a macskanő ellopja az Arany Tigriskarmokat, és kedvére fosztogatja a boltokat. Clay nem volt képes lányokat bántani, de egy szorítással csapdába csalja Katnappét. Omi elküldi az Arany Tigriskarmokat a Föld magjába, velük együtt Jack robotjait. |
| Cím |
| 5. rész: A Shen Yi Bu párbaj |
| Felbukkan Tubbimura, a gonosz nindzsa, és legyőzi Raimundót. Raimundo azonban felülkerekedik rajta egy Shen-Yi-Bu párbajban, és így nem maradt le a többiektől. A szokásos három helyett öt Wu-t kaparintott meg. |
| Cím |
| 6. rész: A kaméleon |
| Jack Spicer készít egy kaméleon-robotot, ami képes minden élő tárgy alakját felvenni. Kicseréli vele Kimikót, a robot belopódzik a Templomba, és amíg a saolinok rájönnek és legyőzik, addigra eltűnnek a Shen Gong Wu-k. |
| Cím |
| 7. rész: A Kilenc Sárkány Gyűrűje |
| Ebben a részben új Shen Gong Wu fedi fel magát: A Kilenc Sárkány Gyűrűje. A saolinok megszerzik, ám Fung mester azt mondja, hogy ne nyúljanak hozzá. De Omi nem tudott ellenállni, hogy ne használja, és ebből lett baj! |
| Cím |
| 8. rész: A Zafír Sárkány éjszakája |
| Ebben a részben új Shen Gong Wu fedi fel magát egy vulkánnál, de nem tudják, hogy melyik. A templomból sorban válnak zafír szoborrá az emberek. Dojo, a sárkány maradt utoljára, és észreveszi, hogy a merénylő a Shen Gong Wu: a Zafír Sárkány! A zafírkék emberek zombiként elkezdtek mozdulni, és a világot megtámadni a Wu vezetésével.Clay csípős szósza segítségével Dojo megtanult tüzet okádni, és beborította lávával a Zafír Sárkányt.                                                                         |
| Cím |
| 9. rész: Omi új barátja |
| Ebben a részben új Shen Gong Wu fedi fel magát: a Kígyófarok. New Yorkba mennek érte. Omi megismerkedik egy sötétbőrű gyerekkel, Jermanie-el. Ő segít neki a kosárlabdás leszámolásban Jack Spicer és a hatalmas alakváltoztató robotjával ellen. |
| Cím |
| 10. rész: Óriási, mint Texas |
| Ebben a részben Clayt apja visszaviszi a farmra, mert lényegtelennek találta, hogy a fia kungfu-t tanul. A saolinok meg akarják győzni apját, hogy engedje vissza Clayt a Templomba. Eközben kiderül hogy Bailey papa családi csillaga egy Tűz Shen Gong Wu, a Hanobi Csillaga! Clay visszaszerzi Jack-től, és így férfivá vált az apukája szemében. |
| Cím |
| 11. rész: A nagy megméredtetés |
| Ebben a részben a saolinok majdnem eddigi összes ellensége itt lesz: Katnappe, Tubbimura, és a kaméleon-robot, meg persze Jack Spicer. A gonoszok legyőzik a négy részre szakadt saolin-csapatot, kivéve Omit. Így Ominak kell megmentenie fogságba esett barátait a Sun-chi Lámpással. Ő már tudja, hogy a kulcs az összetartás. |
| Cím |
| 12. rész: Mala Mala Jong (1. rész) |
| Ebben a részben a saolinoknak szembe kell szállniuk egy ősi démonharcossal, Mala Mala Jong-gal. A saolinokat Fung mester elküldi , hogy rejtsék el a Shen Gong Wu-kat egy távoli helyre. Ám Raimundo segíteni akar Fung mesternek a Templomban, ami rosszul sül el. Omi a Kígyófarokkal lemegy a Föld középpontjába, és a visszaszerzett Tigriskarmokkal tér vissza, kitépve Mala-ból Jong Szívét. Wuya egyedül maradt, a Shen Gong Wu-k biztonságban, ám Raimundo nem kapta meg a növendékek övét szófogadatlanságáért. |
| Cím |
| 13. rész: Hús-vér lény (2. rész) |
| Ebben a részben a saolinok, akik most már saolin-növendékek (kivéveRaimundót) új támadásokat tanulnak. Ám Jack Spicer és Wuya már külön dolgoznak, ugyanis a szellem nem törődött a zsenikölyökkel, amikor Mala Mala Jong létrejött. Raimundo átáll Wuyához, és hús-vérré akarja tenni, mert mindent megkaphat, amit kér. Ha ez sikerül, a világnak vége. |

## 2. évad
| 14. rész Vissza a múltba (3. rész) |
| Wuya már húsvér lény, és ő uralkodik Raimundóval az egész világ felett. A szerzetesek és Spicer épphogy csak megúszták, de még nyakig benne vannak a pácban, főleg, hogy Fung mester be van börtönözve. Omi visszamegy a múltba Jack időgépén Dashihoz, hogy kérjen egy varázs fadobozt. Ám Omi a múltban ragadt. |
| Cím |
| 15. rész A végzet fellegvára (4. rész) |
| A saolinokat Wuya börtönbe zárja. Ám Omi visszatér a múltból a Dashitól kapott varázs fadobozzal. Ki is szabadulnak mindannyian, és Omi elmeséli, hogy lefagyasztotta magát Tornami Gömbjével és eljutott a jelenbe. Raimundo a végén ismét jó lesz és bezárja Wuyát a kapott varázs fadobozba, és a világ ismét rendes lesz. Ám a végén Katnappe felbukkan és elviszi a dobozt! |
| Cím |
| 16. rész A villámcsapás |
| Katnappe ismét kiengedi Wuyát a varázs fadobozból. Jack Spicer elkészíti robot hasonmását. Új Wu fel is fedi magát: a Villámcsapás. Wuya és Jack ismét egy csapatban a végén. |
| Cím |
| 17. rész A kristály szemüveg |
| A saolinok egy új embert, az orosz Vlad-ot ismerik meg és fogadják sárkánnyá. Ám ő igazából Jacknek dolgozik! A nemrég szerzett Kristályszemüveg és Vlad sok bajt okoz Omival kapcsolatosan. Vajon Omi visszakapja önbizalmát? Vagy túlzott önbizalmat kap? |
| Cím |
| 18. rész Pandaváros |
| A saolinok észreveszik, hogy banditák bűnöznek a Shen Gong Wu-k segítségével Hong Kongban! A banditák a hírhedt PandaBubba emberei, akik Jack Spicertől kapták a Wu-kat, elcserélve robotalkatrészekre. |
| Cím |
| 19. rész Omi nagyra vágyik |
| Omi magas akar lenni, ezért a Visszafordító Tükörrel és a Varázspálcikákkal naggyá teszi magát. Ám Wuyának új segítőtársa lett: a Küklópsz, akiben teljesen megbízott. Omi úgy gondolja, hogy óriási bajai lesznek a barátainak, mert nagy, ezért össze akar menni a rendes alakjába. Ám túl kicsi lesz. Eközben Jack Küklópsza elnyeri a Visszafordító Tükröt! És csak azzal lehet ismét Omi normális. |
| Cím |
| 20. rész A sárkány gyomrában |
| Dojonak egy házban kell maradnia, vagy gonosz lesz és el szabadul! Rá is bízzák Omira. De Dojo átalakuló csellel kiszabadul és 2 feje lesz. Ha nem állítják meg itt, a világvége 1000 évig. Na jó, 962, de Fung mester szerint az 1000 jelentőségteljesebbnek hangzik. |
| Cím |
| 21. rész Az Idő Homokja |
| Jack pomponlány-robotjai és a saolinok éppen harcolnak, mikor egy gépezet hullik le az égből, ami öreg Omi üzenetét hozza. Az a feleadat, hogy meg kell szerezni a legújabb Shen Gong Wu-t, az Idő Homokját. Ám Jack és Wuya szerzi meg. |
| Cím |
| 22. rész Ne fesd a falra az ördögöt |
| Egy új Shen Gong Wu fedi fel magát, ami nem más, mint a Gondolatolvasó Kagyló! Ami sok bajt okoz a szerzetesek körében, de Jack ellopja a Wu-t. Később a saolinok és segítő társuk, Megan, (aki Jack unokahúga) visszaszerzik a Wu-t. Ugyan Omi harcolt, de ő és a barátai gondolatai segítettek neki. |
| Cím |
| 23. rész Rémálmok |
| Egy új wu fedi fel magát: a Félelem Árnyéka, ami arra képes, hogy használója behatoljon más elméba és életre keltse a félelmét. Ezt a Wu-t Jack szerzi meg, így a saolinok rémálmai életre kelnek! Azonban Fung mester szerint "nem az a legbátrabb, aki nem fél semmitől, hanem az, aki szembe mer szállni a félelmével". Ez a mondás bevált, főleg Ominál. |
| Cím |
| 24. rész Guan szerzetes mester |
| A saolinok találkoznak Guan szerzetes mesterrel, akiért Omi rajong. A nagy tai chi mester felbukkan és egy ideig a saolinokkal marad, dicséri őket, ám eladja Dojót a gonosz heylin varázslónak Chase Youngnak, cserébe kéri vissza a lándzsáját, ami nélkül nem érzi magát igazi harcosnak. Guan szerzetes mester megtanulta, hogy "nem a fegyver teszi naggyá a harcost, hanem a harcos a fegyverét". Így visszatért, hogy kiszabadítsa az elfogott szerzeteseket, akik Dojót akarták megmenteni. A sárkányt Chase fel akarta hizlalni, hogy levest készíthessen belőle, amitől örökké fiatal maradt. |
| Cím |
| 25. rész Sibini, a gonosz |
| A saolinok megszereznek egy új Wu-t; a Mozaik Mérleget. Amit Kimiko összetör és kiszabadul Sibini, aki megszállja Clayt. Sibininek a fejedelmi szárnyakra fáj a foga, mert egyesítve a Mozaik Mérleggel a pókszerű szörnynek nincs többé szüksége testre, legyőzhetetlen lesz. A részben Sibinin kívül Chase Young érdekes módon tanít egy "Verd vissza a majmot" fogást Ominak. De a végén Kimiko legyőzi Sibini-t, visszazárja a Mérlegbe, és Clay magához tér. |
| Cím |
| 26. rész A gonosz hóember |
| Egy új Shen Gong Wu-ért; a Holdmedálért megy a csata, miközben Jack Haverrobotja beleejti a Jong szívét a hóba. Így létrejön Raksha, a gonosz hóember, aki szövetkezik Wuyával. Raksha megszerzi a hold medált, így megfagyasztja a Földet. De a saolinok győzedelmeskednek a végén és kapnak harcos páncélt. |
| Cím |
| 27. rész A hableány |
| Amikor Omi egy leszámolásban bevetette Tornami Gömbjét, egy sellő Dyris kiszabadul a jég fogságából, de nem csak ő, hanem a sellővadász Klofange is. A gyönyörű Dyris a saolinokkal marad, míg Klofange a heylinekkel. De fordul a kocka, kiderül, hogy Dyris a gonosz, Klofange pedig a jó! Dyris gonosz terve az, hogy elkápráztassa a fiúkat, és így megtudjon mindent a Shen Gong Wukról. Kimikót is rászedi arra, hogy ugyanígy bánjon a srácokkal, így Kim megússza a házimunkát. Amikor megtud mindent, távozik a vízből, és egy rettenetes szörny alakját veszi fel. Ekkor úgy dönt, hogy megkaparintja a Fekete Bogár Wu-t, aminek a helyét Dojo, a sárkány elmondta neki. Azt akarja, hogy a Bogárral kibírja a hőséget, bemenjen a Föld magjába, földrengést indítson el, így lárasztja vízzel a Földet, amit majd a saját birodalmává tesz! De Omi megállítja Klofange segígtségével, és hogy el ne felejtse az ellenállhatatlan bájait, titokban még egy búcsúpuszit is adott neki. |
| Cím |
| 28. rész A Fekete Viperák |
| A saolinok találkoznak Clay húgával, aki gonosz és a Fekete Viperák nevű banditalányok vezetője. Mindig is féltékeny volt a bátyjára, mert ő volt a jobb mindenben: favágásban, lópatkolásban, malachajkurászásban, ő volt apa-anya kedvence. Ekkor többször is átvágta a saolinokat és Jack Spicert, hogy visszakapja a Viperák vezetési jogát, és megszerezze a Shen Gong vackokat (ahogy Jessie Bailey nevezi a Wukat). És így ők legyenek a legjobbak. A végén vív egy Saolin leszámolást Clayel, amit aljas módon megnyer. Clay megmentette a húgát, de a lány lelökte őt. A végén rájön hogy rosszul tette, ezért visszaküldte a Wu-kat a templomba, de megtartotta a Tinabi Szárnyát. |
| Cím |
| 29. rész A Császár Skorpió |
| A Shen Gong Wu-k összeálnak, a saolinoknak meg kell akadályozni, hogy ismét létrejöjjön Mala Mala Jong! A saolinok közül egyedül Omi ért oda időben és látta életre kelni Mala Mala Jong-ot. De mivel a Jackekkel foglalkozott, és nem hívta társait, a Wu-démonnak volt ideje összeállnia. Majd Mala Mala Jong megszerezte Jacktől a Kilencsárkány Gyűrűjét, így a Félelmetes Négyessé vált. Csak egy remény maradt, ha megszerzik a Császár Skorpiót. Ám azt is Jack szerezte meg, így idióta módon fiselkedtek mind a négyen. A végén Omi nyer egy leszámolást és így megszerzi a Császár Skorpiót. |
| Cím |
| 30. rész PandaBubba visszatér |
| A saolinok meglátogatják Kimiko apját, Toshiro Tohomiko-t, akinek nem más az üzlettársa, mint PandaBubba. PandaBubba Jack segítségével megszerzi a Zing-Zomb csontot és zombivá alakítja Toshiro Tohomiko-t! Ám Kimiko legyőzi PandaBubbát egy Go-zombi 4 leszámolásban. |
| Cím |
| 31. rész Raimundo utolsó megkísértése |
| Elhalad a heylin üstökös a saolinok fölött, ezért nem szabad használni Wukat! De Raimundónak muszáj, mert kitört a vulkán szülővárosában, amiért szintén Wuyáék felelősek. Rai-t megünnepelik hőstettéért, de mire hazaér, rátapadnak a Shen Gong Wu-k! És így Wu-szörny lesz! A végén Wuya belebújik a testébe, és irányítja őt. De a saolinok legyőzik a megtestesült szellemet, visszakapják barátjukat, és megígérik, hogy máskor hisznek neki, nem számít, milyen hihetetlen magyarázattal áll elő. |
| Cím |
| 32. rész A zöldmajmok éve |
| Új Wu fedi fel magát: a Hui Forrása, amit a saolinok meg is szereznek, de ha kombinálják a Sasszkóppal akkor tudják majd, hogyan lehet elpusztítani a gonoszt. Ám ezt Chase Young nem hagyhatta, ezért megkérte Jacket, hogy adja neki oda a Majombotot és szerezze meg a Saiping Nyelvét, így kap magának egy gonosz sereget! Jack ezt mind megtette és Chase előhívta a zöld majmok seregét. A saolinok legyőzik nagy nehezen de addigra már Chase megszerezte a Sasszkópot! |
| Cím |
| 33. rész A démoni mag |
| Fung mester megmutatja a saolinoknak a Heylinmag dobozát, amiben egy aprócska mag van, amit ha víz, föld és levegő ér, átalakul a gonosz Heylin Növénnyé! Jack Vlad meg akarja szerezni dobozt, ami sikerül is neki, és Spicer elnevezi a Heylinmagot Gigi-nek, akit csak a Holdkő Sáska győzhet le. Ám a saolinok hiába próbálkoznak, növénnyé változtatta őket a virágai, kivéve Raimundót, aki meg is szerezte a Sáskákat. Kiderül, hogy Chase Young szerint Omi a kiválasztott, aki mellett uralja majd a világot. |
| Cím |
| 34. rész Az új rend |
| Ebben a részben érdekes dolgok történnek. Jack Spicer és a Küklopsz elkapja Chase Youngot és fogságba ejti Yung Gömbje segítségével. A gonosz Jack Spicer a Sötétség Császárává válik, mert megszerezte Chase Young erejét. A szerzetesek folyton veszítettek vele és a harcosai szemben. Omi titokban elment Chase, vagyis Jack birodalmába, hogy megmenthesse Chaset és ezért hagyja, hogy Omi nyerjen. De erről a többieknek nincs fogalmuk! |
| Cím |
| 35. rész A tanítvány |
| Chase sötét tanítványt keres. Első jelölt Katnappe, aki jónak is bizonyul.Jack legújabb robotja kizárja őt otthonról, és Omi úgy dönt, hogy befogadja. Ám Jack látja szétszórva a sok Wu-t, amiket az átprogramozott minirobotok a macskanőnek készültek vinni. Titokban odaadja a Wukat Chasenek. Ő lett így a sötét tanítvány. Omi befogadja Katnappét, aki a csata során megsérült. Ám ő is átveri. De Omi számított rá, és becsapta Katnappét a visszaprogramozott minirobotok segítségével. Chase figyeli Omit, aki megtanult hazudozni. |
| Cím |
| 36. rész Jermaine és Omi |
| Omi régi New York-i barátja, Jermaine is felbukkan, aki már Wudai harcos. Ez meglepi Omit, aki irigy lesz rá. Jack szövetkezik Tubbimurával, ám nem tud neki fizetni, ezért neki adja a robotjait. Jermaine elmegy a templomból, mert Omi furcsán viselkedett vele. Omi látta, hogy használt egy olyan fogást, amit ő tanult Chasetől. Mégpedig a "Visszaverő majom" az! Jack léggyé változva különböző tárgyakat készült fizetés helyett odaadni a nindzsájának. Miközben kémkedett utánuk, észrevette, és elmondja a saolinoknak, hogy Jermaine tanítómestere Chase Young. Cserébe kérte Clay kalapját. A végén egy Trióleszámolás zajlik Jermaine, Tubbimura és Omi között. Omi és Jermaine együtt nyernek, de a végén Chase Young elmondja, hogy csak Omi érdekli őt. |
| Cím |
| 37. rész Veszélyes elmék |
| Jack Spicer a robotkukacaival kiengedi azokat a pókokat, akik felfalják a világot! Ezért heylinnek és saolinnak össze kell fognia. Spicer hibája miatt az egyetlen segítő Wu beleesett a lávába.Chase és Omi összefog, hogy legyőzzék, ezért használják Hui Forrását és a Sasskópot. Chase azt kéri Omitól, hogy ne nézze meg, hogyan lehet legyőzni a gonoszt.Omi látja, hogy a pókokat a láva győzi le. A saolinok nyertek a végén és Omi azt mondja, hogy kukucskált, és mégis látta hogy lehet legyőzni a gonoszt. |
| Cím |
| 38. rész Omi döntése (1. rész) |
| Felfedi magát a Ying Jojó és Fung mester kihirdeti, hogy lesz a csapatban egy wudai harcos. Chase Young kicseréli a Ying Jojó-t egy hamisra, amit Jack Spicer szerez meg. Közben eltűnik Fung mester, mindenki azt hiszi, hogy Jack Spicer tette, aki új gonosz csapatával van. Bár egy Wu sem hiányzik. Omi hallja, hogy Jack és csapata meg akarja támadni a többieket. Omi Chasehez fordul segítségért. Az a tervük, hogy megmentik a barátait és Fung mestert. Chase és a dzsungel macskái legyőzik Jacket és a csapatát. Chase látja a hamis Jojót és kicseréli az eredetire, amit odaad Ominak. Aki elmegy Yin-Yang világába és megmenti Fung mestert, aki nem moccan meg. Ám mire Omi visszatér, gonosszá válik, és átáll Chasehez. Chase elhozza a sötétséget. |
| Cím |
| 39. rész Omi megmentése (2. rész) |
| Chase Young, Omi és Wuya éppen látja, hogy Jack is be akar állni közéjük. A saolinok Fung mester meg nem moccanó testét nézik, ahogy Dojo gonodozza. Heylin Omi is csatázik velük közben. Dojo megtalálja a tekercs egyik hiányzó részét Fung mester lábujjai közt, amiben az áll, hogy a Ying-Yang világából ha valaki kijön használnia kell mind a két Jojót. Azt is látják egy felvételen, hogy Chase Young rabolta el Fung mestert. A saolinok sajnos észreveszik, hogy ellopták a Kígyó Farkukat. Ez azt jelenti, hogy Wuya húsvérű lesz ismét. Chase Young azonban nem adta vissza neki az erejét. A saolinok beszöknek Chasehez és ellopják a Ying Jojót, ám Jack Spicer is velük megy a Ying-Yang világába. Megtalálják Fung mester és Omi chi-jét. Jack Spicer jó lett, mert a Visszafordító Tükröt is magával vitte. Visszatérnek és Kimiko beadja Ominak, de Chase emlékezteti Omit arra, hogy amíg gonosz volt, felesküdött, hogy hűséges lesz mindörökké. És így Omi macska lett!   |

## 3. évad
| 40. rész Keressük meg Omit (3. rész) |
| A saolinok a jó Jack Spicer-rel meg akarják menteni Omit. Ám a Ying-Yang világából elszabadult a Chi-lény, aki legyőzte a sárkányokat! Jó Jack Spicer azt mondta, hogy ő megmenti őket akkor is, ha ismét gonosz lesz. A Kilencsárkány Gyűrűjével kettőt csinált magából és megszerezte chi-ket, a másik része a Ying-Yang világban maradt. Mire visszaért addigra gonosz lett, de Dojo, a sárkány bezárja és megmenti a saolinokat. Majd a saolinok kihívják Chaset Omi szabadságáért. A szerzetesek nyernek és előlépnek wudai harcossá. |
| Cím |
| 41. rész A Paradicsommadár |
| Megjelenik egy kissé süket éneklő banya, aki előjele a Paradicsommadárnak. Annak a misztikus lénynek, akinek a megtalálója nagyszerű ajándékokat kaphat. A saolinok első kincskereső túrájukra indulnak Senkiföldjére. Útközben rengeteg nehézséggel találkoznak: összeomlik a Gonoszkanyon, felgyullad egy egész erdő, meg kell birkózniuk Jack Spicerrel, na meg Chase Younggal, és segíteniük kellett az éneklő öregasszonynak, és mindebben csak egy kis varázslevél segíthet, ami könnyen más kezébe kerülhet. És az is csak az utat mutatja a madár felé. De a szerzetesek azt hitték, hogy igazi madár lesz, azonban maga az idős nő volt a misztikus madár. Hatalmas erőket adott a szerzetesnövendékeknek, amik útközben fedték fel magukat. Jack pedig csak egy papagájt vitt el… |

- 42. Babszem Hannibál visszatér
- 43. Omi város
- 44. A vak kardforgató kincse
- 45. A dinósereg
- 46. Guan mester visszatér
- 47. Rai félelmei
- 48. Chucky Choo
- 49. Az erő Omival van
- 50. Hannibál bosszúja
- 51. Időről időre 1. rész
- 52. Időről időre 2. rész